# یواس‌اس هاروست مون (۱۸۶۳)
یواس‌اس هاروست مون (۱۸۶۳) (به انگلیسی: USS Harvest Moon (1863)) یک کشتی بود که طول آن 193' بود. این کشتی در سال ۱۸۶۳ ساخته شد.